# Carta do Folclore Brasileiro
A Carta do Folclore Brasileiro é um conjunto de conceitos e recomendações a respeito da proteção, divulgação, documentação e pesquisa do folclore brasileiro, produzido ao longo dos trabalhos do VIII Congresso Brasileiro de Folclore, reunido em Salvador, Bahia, de 12 a 16 de dezembro de 1995, e organizado pela Comissão Nacional de Folclore.
A presente Carta é uma revisão da Carta elaborada durante o I Congresso Brasileiro de Folclore, realizado no Rio de Janeiro, de 22 a 31 de agosto de 1951. A revisão foi necessária a fim de atualizar o estudo e a proteção do folclore nacional em vista dos recentes avanços das Ciências Humanas e Sociais, e levou em conta as Recomendações sobre Salvaguarda do Folclore, emitidas pela UNESCO por ocasião da 25ª Reunião da Conferência Geral, realizada em Paris em 1989 e publicada no Boletim nº 13 da Comissão Nacional de Folclore, de janeiro a abril de 1993.